# سد أريمين
سد أريمين يقع السد في محافظة توياما، اليابان، وقد بُني على نهر وادا. ويُعد المنحنيان الموجودان في منتصف السد من أكثر السمات المميزة له. وبحيرة أريمين هي بحيرة اصطناعية تم إنشاؤها نتيجة لبناء السد.

## التاريخ
وُجِد أن روافد نهر جوجانجي جذابة للغاية للطاقة الكهرومائية في أوائل القرن العشرين بسبب تدفقها العالي وجغرافيتها الجبلية. وقد لفت هذا انتباه شركة المرافق الكهربائية في ذلك الوقت، شركة إتشو للطاقة الكهربائية، ولغرض الكهرباء قامت ببناء سد على نهر وادا. وفي نفس الوقت تقريبًا، كانت محافظة توياما تفكر في بناء سد لأغراض التحكم في الفيضانات والري. بدأ بناء سد تديره المحافظة قبل الحرب العالمية الثانية ولكن بداية الحرب أوقفت البناء. وفي وقت لاحق، ورثت شركة هوكوريكو للطاقة الكهربائية السد غير المكتمل بسبب إعادة هيكلة شركات الطاقة. تغيرت الخطط لجعل الغرض الأساسي من السد إنتاج الكهرباء وتم الانتهاء منه في الخمسينيات. وهو يساهم الآن في الطاقة الكهربائية بالإضافة إلى الري والتحكم في الفيضانات. 